# Olympische Winterspiele 1994
| Medaillenspiegel               | Medaillenspiegel   | Medaillenspiegel | Medaillenspiegel | Medaillenspiegel | Medaillenspiegel |
| Platz                          | Land               | G                | S                | B                | Ges.             |
| ------------------------------ | ------------------ | ---------------- | ---------------- | ---------------- | ---------------- |
| 1                              | Russland           | 11               | 8                | 4                | 23               |
| 2                              | Norwegen           | 10               | 11               | 5                | 26               |
| 3                              | Deutschland        | 9                | 7                | 8                | 24               |
| 4                              | Italien            | 7                | 5                | 8                | 20               |
| 5                              | Vereinigte Staaten | 6                | 5                | 2                | 13               |
| 6                              | Südkorea           | 4                | 1                | 1                | 6                |
| 7                              | Kanada             | 3                | 6                | 4                | 13               |
| 8                              | Schweiz            | 3                | 4                | 2                | 9                |
| 9                              | Österreich         | 2                | 3                | 4                | 9                |
| 10                             | Schweden           | 2                | 1                | -                | 3                |
| Vollständiger Medaillenspiegel |                    |                  |                  |                  |                  |

Die Olympischen Winterspiele 1994 (auch XVII. Olympische Winterspiele genannt) wurden vom 12. bis 27. Februar 1994 in Lillehammer in der norwegischen Provinz Oppland ausgetragen. Norwegen war damit nach 1952 in Oslo zum zweiten Mal Ausrichter von Olympischen Winterspielen. Aufgrund der Änderung der Olympischen Charta auf der 91. IOC-Session am 17. Oktober 1986 in Lausanne fanden bereits zwei Jahre nach den Spielen in Albertville erneut Olympische Winterspiele statt.
67 Nationen stellten eine neue Rekordmarke bezüglich der teilnehmenden Länder auf. Die Anzahl der Sportler mit 1739 Athleten hingegen konnte den Teilnehmerrekord von Albertville nicht ganz erreichen. Erfolgreichste Sportlerin war wie schon zwei Jahre zuvor die Russin Ljubow Jegorowa. Erfolgreichste Mannschaft war mit 11 Olympiasiegen und insgesamt 23 Medaillen Russland.
Die Spiele in Lillehammer gelten für Kritiker des olympischen Gigantismus als Musterbeispiel freundlicher und maßvoller Spiele. Bemerkenswert war die angenehme Atmosphäre während der Winterspiele. Das Hilfswerk Lillehammer Olympic Aid (heute Right To Play) setzte zudem ein solidarisches Zeichen mit der Olympiastadt Sarajevo, dem Schauplatz der Olympischen Winterspiele 1984. Für die durch den Bosnienkrieg schwer beschädigte Stadt wurden im Rahmen dieser Hilfsaktion 66 Millionen Kronen gespendet.

## Bewerbung

Bewerbungslogo der Olympischen Winterspiele 1994

Zahlreiche Versuche schwedischer und finnischer Städte in den siebziger und achtziger Jahren scheiterten immer wieder hauptsächlich an den geografischen Gegebenheiten Skandinaviens. Dies galt auch für die Bewerbung Faluns für die Winterspiele 1988 im September 1981, bei der die alpinen Wettbewerbe nach Åre praktisch ausgelagert worden wären. Zu dieser Zeit erkannte man in Lillehammer, dass nur in Norwegen die vom IOC geforderten kompakten Spiele realisiert werden konnten. Die Anregung des IOC-Präsidenten Juan Antonio Samaranch anlässlich der Nordischen Skiweltmeisterschaften 1982 in Oslo eine Kandidatur der norwegischen Hauptstadt zu befürworten, stieß dort auf wenig Interesse. Ganz im Gegensatz zu Lillehammer. In der Kleinstadt im Gudbrandsdalen standen 58 Prozent der Bevölkerung hinter einer Bewerbung für die Winterspiele 1992. Eine Staatsgarantie in Höhe von 1,5 Milliarden Kronen und eine Investition von 700 Millionen Kronen für infrastrukturelle Maßnahmen ermöglichte die Kandidatur im Oktober 1986 in Lausanne, bei der die Winterspiele schließlich nach Albertville vergeben wurden. International war Lillehammer so gut wie unbekannt und man schied so in der Auswahlprozedur fast zwangsläufig nach dem vierten Wahlgang in einer Stichwahl gegen Falun mit 40 zu 41 aus.
Bereits im November 1986 wurde eine erneute Kandidatur für 1994 in Erwägung gezogen. Zunächst zögerte die Premierministerin Gro Harlem Brundtland bei ihrer Unterstützung und begrenzte den Etat der Bewerbung auf 18 Millionen Kronen. PR-Maßnahmen versuchten, den Bekanntheitsgrad Lillehammers zu fördern, wobei dadurch aber auch die Skepsis unter den Einwohnern sich stetig verstärkte und die Spiele nur mehr von 38 Prozent der Bevölkerung unterstützt wurden.
Das Ergebnis der Entscheidung am 15. September 1988 in Seoul war schließlich eine größere Überraschung, als sich Lillehammer im 3. Wahlgang gegenüber Östersund mit 45 zu 39 Stimmen durchsetzte. Der schwedische Mitkonkurrent war damals in IOC-Kreisen als aussichtsreicher bewertet worden.
Bereits für die beiden Bewerbungsprozesse wurde in leicht abgeänderter Form das Logo der Winterspiele verwendet. Es symbolisiert eine Darstellung des Polarlichtes und wurde von Sarah Rosenbaum entworfen.
| Stadt         | NOC                | 1. Runde | 2. Runde | 3. Runde |
| ------------- | ------------------ | -------- | -------- | -------- |
| Lillehammer   | Norwegen           | 25       | 30       | 45       |
| Östersund/Åre | Schweden           | 19       | 33       | 39       |
| Anchorage     | Vereinigte Staaten | 23       | 22       | –        |
| Sofia         | Bulgarien          | 17       | –        | –        |

Unmittelbar nach Vergabe der Spiele begann das Organisationskomitee LOOC mit der Vorbereitung der Veranstaltung. Der Präsident Ole Sjetne wurde später durch Gerhard Heiberg abgelöst, der im Sommer 1992 eine Reorganisation von LOOC einleitete. Als Ehrenpräsident fungierte König Harald V.
Die Kosten der Vorbereitungsphase wurde hauptsächlich durch ein vom norwegischen Parlament bewilligten Budget über sieben Milliarden Kronen getragen. Für den Bau der Anlagen war eine eigene Konstruktionsgesellschaft LOA verantwortlich. Vorausblickend wurde auch ein Fonds über 130 Millionen Kronen angelegt, um die Betriebskosten der olympischen Anlagen wie der Bob- und Rodelanlage in Hunderfossen bzw. der Olympiahalle in Hamar zu decken. Zudem wurde bereits im Herbst 1989 eine Nachnutzungsorganisation LOV gegründet. Alle drei Organisationen wurden ab Herbst 1990 durch die Lillehammer OS ’94 AS unter Vorsitz von Gerhard Heiberg koordiniert.
Während der Spiele standen 12.035 Personen für die Abwicklung im Team ’94 bereit. Davon brachten sich 9053 Volunteers im Alter von acht bis 83 Jahren in die Winterspiele mit ein.

## Medaillen, Piktogramme und Maskottchen

Rødøymannen, 4000 Jahre alte Darstellung eines Skiläufers

Die Medaillen bestanden aus dem Granit, der bei der Errichtung der Skisprunganlage am Lysgårdsbakken herausgesprengt worden war. Nach Einfassung mit vergoldetem Silber, Silber oder Bronze wurde auf der Rückseite für die jeweilige Sportart die entsprechenden Piktogramme angebracht. Als Vorlage für diese Symbole diente einer der ältesten bekannten Darstellung eines Skiläufers, die 1932 in der norwegischen Kommune Rødøy gefunden wurde. Bei ihr handelt es sich um eine etwa 25 cm breiten Felsmalerei, die mit roter Pigmentfarbe neben anderen Figuren auf einem grauen Felsen vor 4000 Jahren aufgetragen wurde.
Maskottchen waren die beiden Königskinder Håkon und Kristin, die von Kari und Werner Grossman entworfen wurden. Mit den beiden Kindern wurde zum ersten Mal menschliche Figuren dargestellt, die neben der Fröhlichkeit und der Sportbegeisterung der norwegischen Kinder auch auf die Tradition des Gastgeberlandes hinweisen sollten. Hintergrund ist die erste urkundliche Erwähnung von Lillehammer um Weihnachten 1206. Håkon, der uneheliche Sohn von König Sverre, wurde vor der klerikalen Partei der Bagler durch die Birkebeiner am kleinen Berghang (norw. Lillehammer) gerettet. Seine Halbschwester und Tante, Kristin Sveresdatter, wurde mit dem Bagler König Philipp Smonsson verheiratet und ermöglichte damit eine Beendigung der Bürgerkriegsperiode zwischen Bagler und Birkebeiner.

## Grüne Spiele
Herausragende Bedeutung bei der Planung der Großveranstaltung hatten nicht zuletzt aufgrund der negativen Erfahrungen der Spiele in Albertville die umweltschützenden Maßnahmen. Nicht immer vermeidbare, negative Auswirkungen beim Bau von olympischen Sportanlagen sollten so weit wie möglich minimiert werden. In die Organisation der Spiele wurden insgesamt 25 Umweltprojekte integriert. Eine Strafe von 50.000 Kronen war für jeden unrechtmäßig gefällten Baum beim Bau der Bob- und Rodelbahn fällig. Ebenso wurde der Mjøsa-See rekultiviert, der eine starke Phosphatbelastung aufwies. Waldflächen, die wegen der Errichtung der olympischen Anlagen abgeholzt werden mussten, wurden durch Schulkinder an anderen Stellen des Landes wieder aufgeforstet. Auch die Strecke der Damenabfahrt wurde nach der Lage von Naturschutzgebieten geplant. Nicht zuletzt hatten acht Mädchen und Jungen innerhalb des Maskottchen-Projektes im Vorfeld der Spiele die Aufgabe, den Umweltgedanken in den Mittelpunkt der Vermarktung zu stellen.
Große Bedenken hatten Umweltschützer beim Bau der Rodelanlage, deren Kühlsystem wie auch bei den Anlagen in La Plagne und in Calgary auf Ammoniak basiert. Die Anlage wurde deshalb mit einem eigenen Notfallsystem ausgestattet, das mit Sensoren im Fall eines Lecks sofort die notwendigen Maßnahmen einleitet. Alle Zuleitungen wurden darüber hinaus durch spezielle Drucktests und Untersuchungen mit Röntgenstrahlen geprüft, um Schwachstellen im System frühzeitig ausschließen zu können.

## Olympische Anlagen

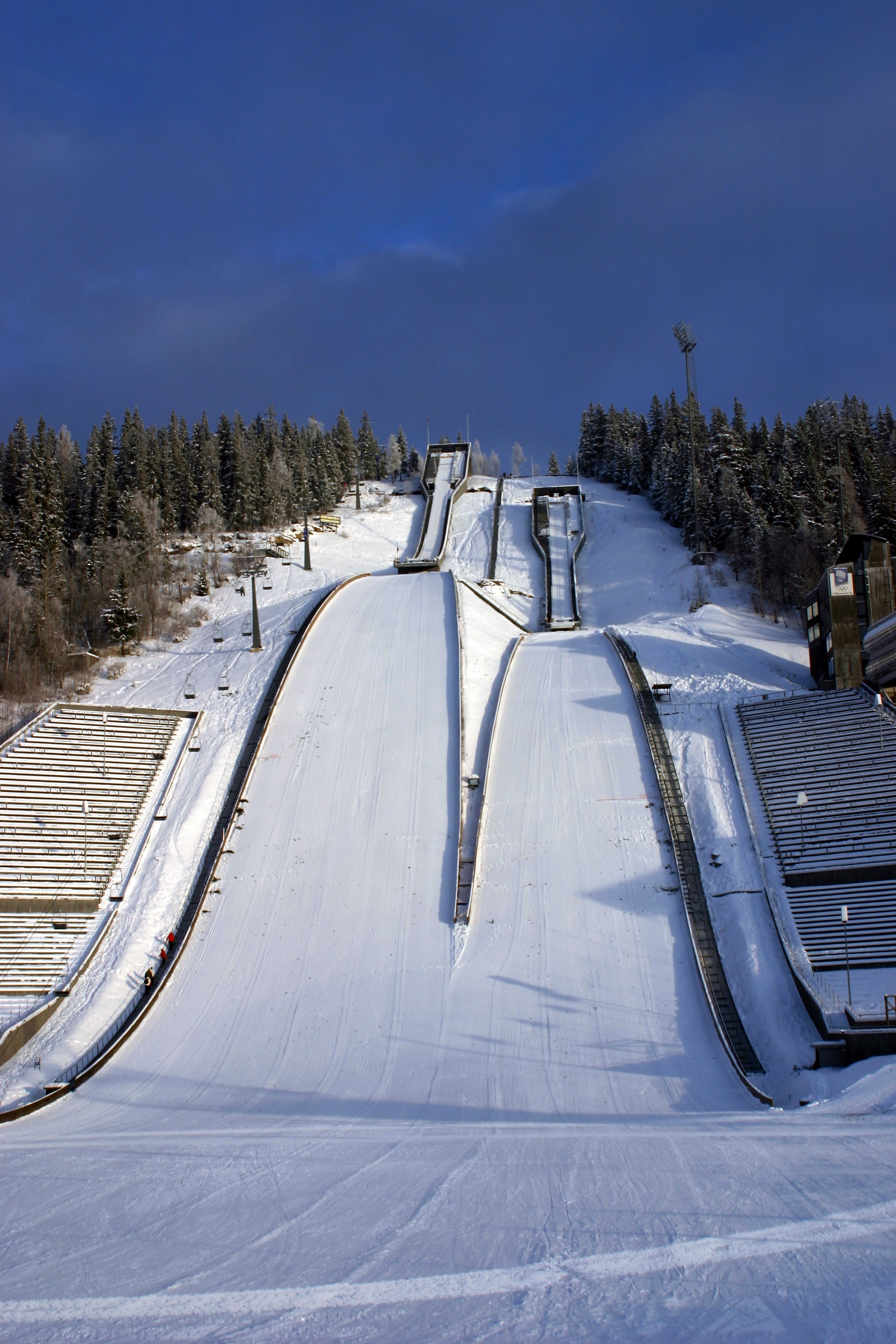
Olympiaschanzen Lysgårdsbakkene

Im Gegensatz zu Albertville 1992 wurde versucht, alle olympischen Anlagen auf einen möglichst engen Raum zu realisieren. Hauptorte der Wettbewerbe waren neben Lillehammer nur Hamar und Gjøvik. Die alpinen Wettbewerbe wurden in Kvitfjell bzw. Hafjell ausgetragen, die kombinierte Bob- und Rodelanlage in Hunderfossen errichtet.
Nur einen Kilometer vom Stadtzentrum Lillehammers entfernt entstand die Skisprunganlage Lysgårdsbakken, die aus einer K 120 und K 90 Schanze besteht. Der Bau begann im Frühjahr 1990 und wurde im Dezember 1992 fertiggestellt. Im Skisprungstadion mit einer Zuschauerkapazität von 35.000 Zuschauern wurden anschließend für die Eröffnungs- und Schlussfeier mehrere temporäre Einrichtungen bis Dezember 1993 angebaut. Durch die nahezu symmetrische Ausrichtung der Schanzen am Hang wurden beste Voraussetzungen bezüglich von Aufwinden bzw. der Vermeidung von Seitenwinden geschaffen. Durch den Einbau zusätzlicher Anlagen wie etwa eine Vorrichtung für die Schneeproduktion entlang des Anlaufes entstand eine moderne Skisprunganlage, deren Starthaus auf der Nordseite über einen Sessellift erreichbar ist. Die Kosten für den Bau der Anlage wurden mit 97,10 Millionen Kronen angegeben. Zusätzlich wurde für die Arena der Eröffnungs- bzw. Schlussfeier Ausgaben in Höhe von 37,95 Millionen Kronen fällig.
Nur ungefähr drei Kilometer nordwestlich der Olympiastadt entstand für 81,4 Millionen Kronen 485 Meter über dem Mjøsa-See das Birkebeineren Skistadion. Durch die Konzeption von zwei getrennten Stadionbereichen wurde es ermöglicht, sowohl die Langlaufwettbewerbe als auch die Konkurrenzen im Biathlon dort auszutragen. Die Stadionanlage wurde in einem trockengelegten Sumpfgebiet errichtet und durch eine Drainagevorrichtung gegen eindringendes Grundwasser geschützt. Für Langlaufentscheidungen fanden im 200 Meter langen Langlaufstadion 31.000 Zuschauer Platz. Die Kapazität des mit 150 Metern Länge etwas kleineren Biathlonstadions betrug 13.500.

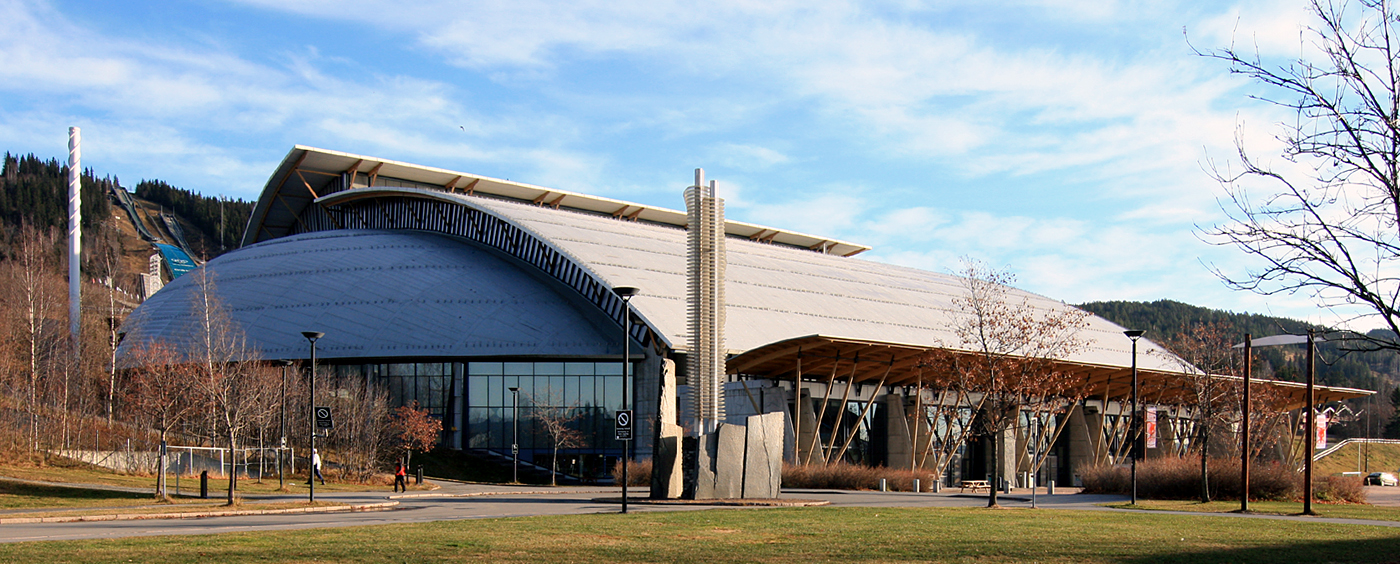
Håkons Halle in Lillehammer

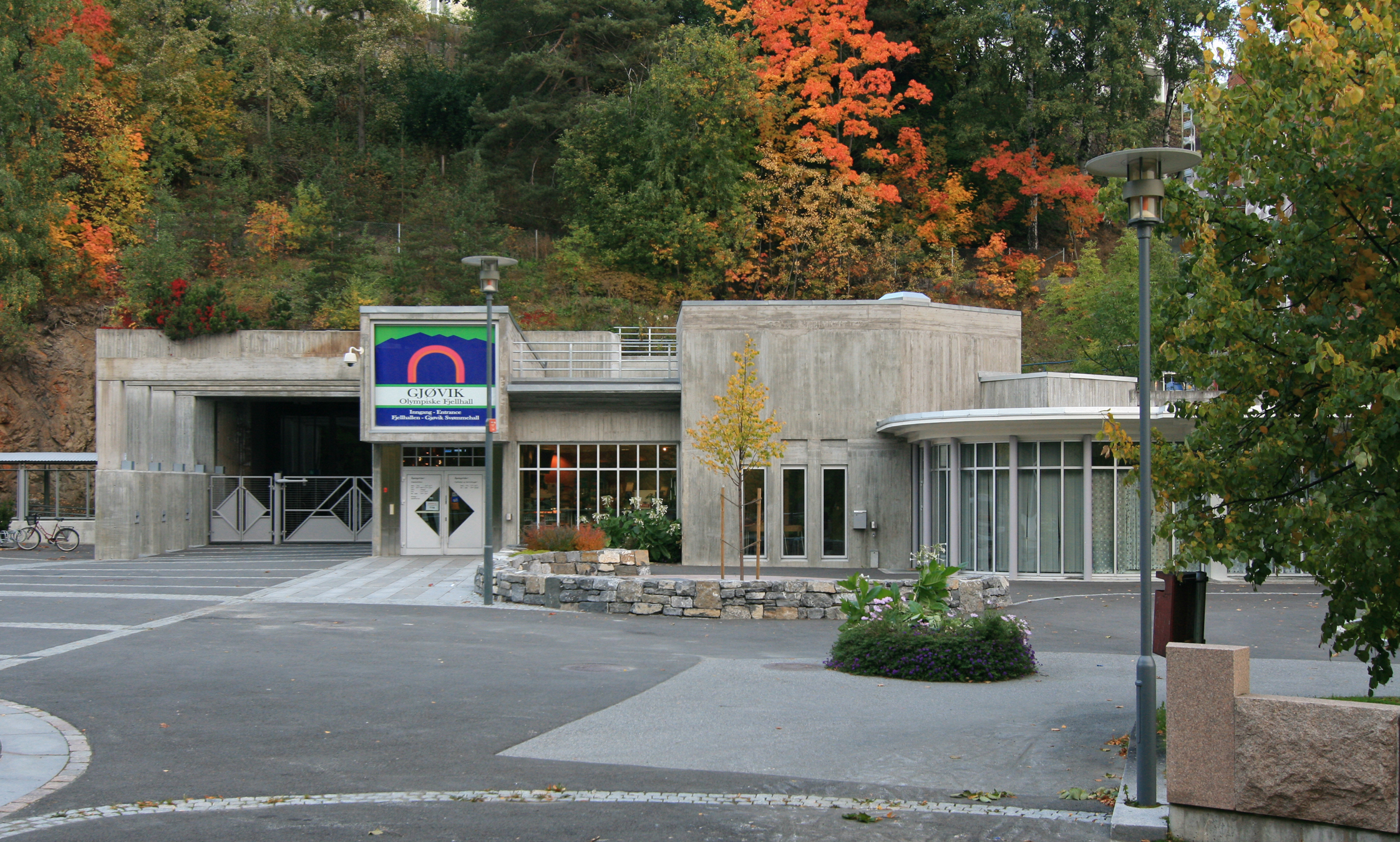
Felsenhalle in Gjøvik

Für die 46 Spiele des Eishockeyturniers wurden zwei Hallen gebaut. In Lillehammer entstand mit der Håkons Hall für 10.500 Zuschauer Norwegens größte Multifunktionsarena. Die Halle war mit 240 Millionen Kronen das teuerste Bauwerk der Winterspiele. 45 Kilometer südlich von Lillehammer wurde in Gjøvik spektakulär die Felsenhalle (norw. Fjell) 120 Meter in den Bergfels eingebaut. Für dieses Vorhaben mussten 120.000 m² Fels auf 29.000 LKW-Ladungen in der achtmonatigen Bauzeit abtransportiert werden. Die Halle hat eine Spannweite von 91 Metern bei einer Höhe von 24 Metern. Für 134,6 Millionen Kronen entstand die weltweit größte Halle innerhalb eines Bergmassives, die 5800 Zuschauern Platz bietet. In ihr wurden 16 Eishockeyspiele, darunter ein Halbfinale, ausgetragen.
Skandinaviens erste und bisher einzige Kunsteisbahn für Rodeln und Bobsport entstand 15 km nördlich von Lillehammer in einem Waldgebiet. Die Bahn in Hunderfossen bietet einen Höhenunterschied von 107 Metern. Auf einer Länge von 1365 Metern führte sie bei den Rodelwettbewerben mit einem Durchschnittsgefälle von 8 % in 16 Kurven in das Ziel. Die Sportstätte kostete 204 Millionen Kronen und ermöglichte 10.000 Zuschauern, die olympischen Bewerbe direkt zu verfolgen.

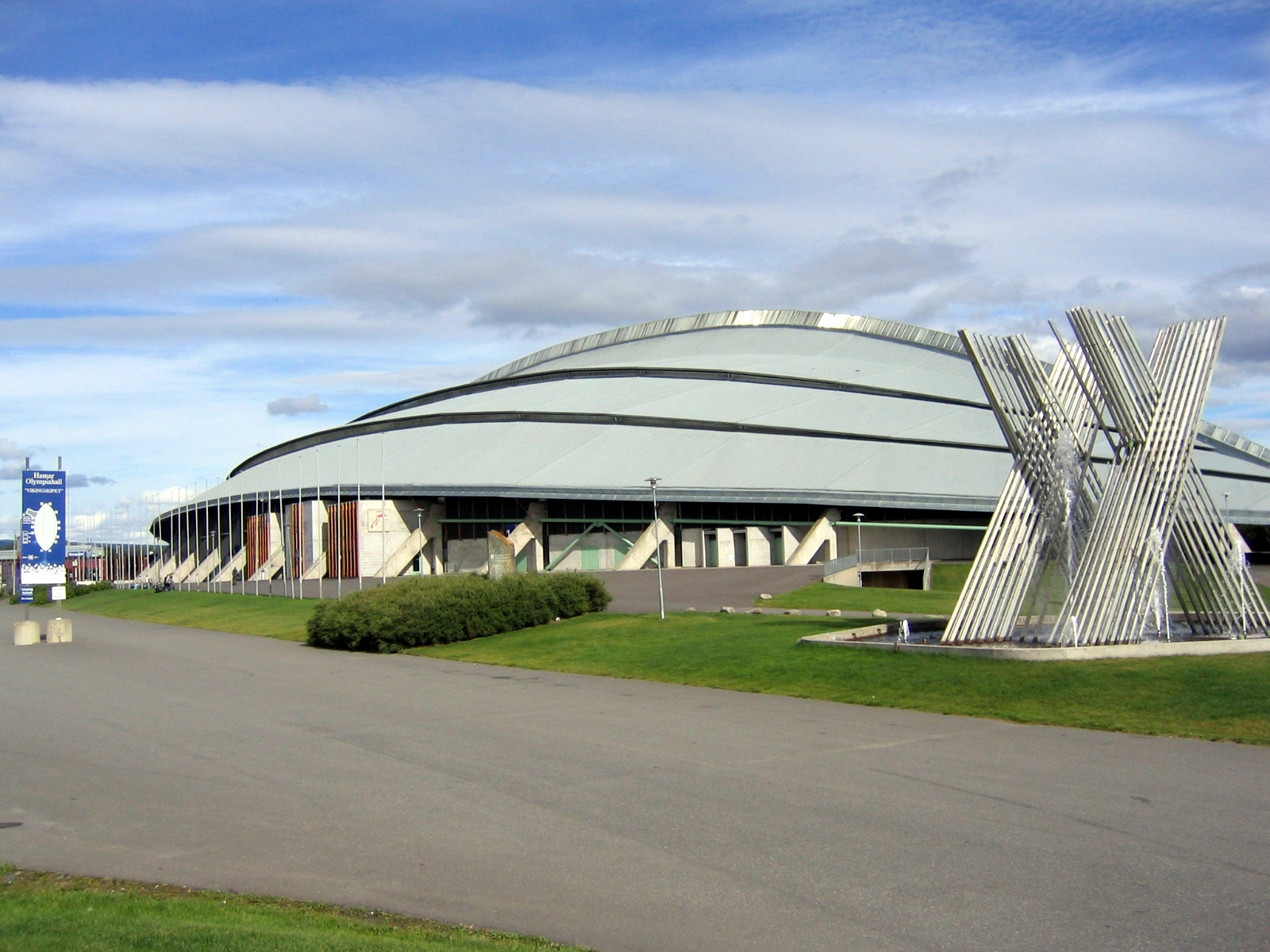
Eisschnelllaufhalle „Wikingerschiff“ in Hamar

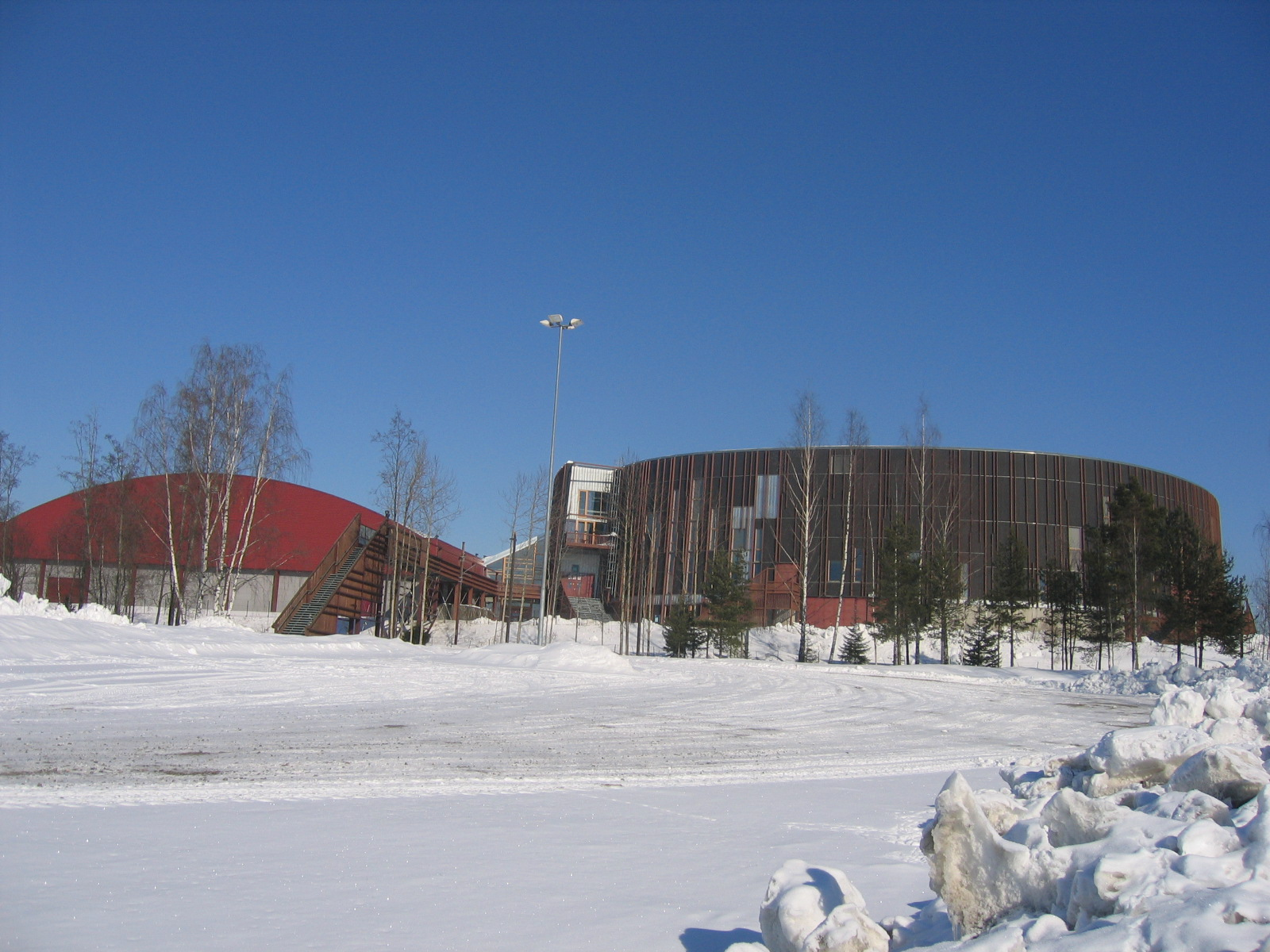
Olympic Amfi in Hamar

Das architektonische Prunkstück der Winterspiele entstand für die Wettbewerbe im Eisschnelllaufen in Hamar, das 60 km südlich von Lillehammer ebenfalls am Mjøsa-See liegt. Die Dachkonstruktion der Halle, die einem umgedrehten Wikingerschiff nachempfunden wurde, überspannt die 400-Meter-Kunsteisbahn. Mit 22.000 m² Grundfläche ist das Wikingerschiff (norw. Vikingskipet) einer der größten Sporthallen der Welt. Mit Herstellungskosten von 221,5 Millionen Kronen wurde die Halle für 10.600 Zuschauern nur von der Håkons Hall übertroffen.
Für Eiskunstlauf und die Entscheidungen im Short Track wurde mit dem Amphitheater eine weitere Halle benötigt, die ebenfalls in Hamar für 87,2 Millionen Kronen gebaut wurde. Die Halle mit dem 60-mal-30-Meter großen Eisoval wurde für 6000 Zuschauer konzipiert und angrenzend zu einer bestehenden Halle angebaut, um Einrichtungen wie Umkleideräume oder technische Vorrichtungen auch nacholympisch optimal nutzen zu können.
60 Kilometer nördlich von Lillehammer war das Kvitfjell mit Ausnahme der technischen Disziplinen Schauplatz für die alpinen Wettbewerbe. Wie schon in Albertville wurde die Abfahrtsstrecke von Bernhard Russi geplant. Der Start für die Herrenabfahrt lag in 1020 Meter Höhe. Die 3035 Meter lange Strecke hatte einen Höhenunterschied von 839 Metern und war mit 39 Pflichttoren ausgesteckt. Die Bewerbe im Slalom und Riesenslalom wurden im Hafjell ausgetragen.
Wiederum fast direkt im Ortszentrum von Lillehammer wurden die Freestyle und Buckelpistenrennen veranstaltet. In der temporären Kanthaugen Freestyleanlegg konnten 12.000 Zuschauer die Buckelpistenbewerbe verfolgen. Die Kapazität für die Entscheidungen im Springen war mit 15.000 noch etwas größer.
Für die Unterbringung der Sportler wurden zwei olympische Dörfer gebaut. In Lillehammer entstand für 2500 Sportler und deren Betreuer in Skarsetilia eine 230.000 m² große Dorfanlage. Die Häuser wurden nach den Spielen teilweise wieder abgebaut und an andere Stelle in Norwegen wiederverwendet. Für die Sportler in Hamar wurde ein weiteres olympische Dorf mit insgesamt 500 Betten errichtet. Das Fernsehzentrum war bei der Universität von Lillehammer nur fünf Kilometer außerhalb der Stadt untergebracht. Die errichteten Gebäude konnten somit auch nach den Winterspielen durch die Einrichtung weitergenutzt werden.

## Fackellauf
Zur Besonderheit des Fackellaufes gehörte die Planung der Organisatoren, parallel zu der im Hain von Olympia entzündeten Flamme einen zweiten, nationalen Fackellauf zu organisieren. Dieser sollte in Morgedal, der Wiege des Skisportes, ihren Anfang nehmen und mit der griechischen Flamme in Oslo vereinigt werden. Die Idee begründete sich auf die Winterspiele 1952, als ebenfalls im Geburtsort des norwegischen Skipioniers Sondre Norheim die olympische Flamme entzündet wurde. Auch 1960 wählten die amerikanischen Organisatoren für Squaw Valley diesen Ausgangspunkt, zu einer Zeit, als die Entzündung des olympischen Feuers für Winterspiele in Olympia noch unüblich war. Zahlreiche griechische Proteste wollten diese Form des Fackellaufes verhindern und sorgten im Vorfeld der Spiele bei den norwegischen Gastgebern für Verärgerung. Der nationale Fackellauf wurde wie geplant mit großer Begeisterung unter der Bevölkerung durch Norwegen durchgeführt. Die geplante Vereinigung beider Feuer am 5. Februar im Osloer Bislet-Stadion fand allerdings nicht statt. So wurde der nationale Fackellauf mit der Flamme aus Morgedal bis Hamar (10. Februar 1994) weitergeführt. Von dort wurde allerdings nicht die geplante Etappe 74 nach Sjusjøen realisiert, sondern schon in Mesnalia nach Lillehammer abgebogen, wo die Flamme am 11. Februar durch den Bürgermeister feierlich empfangen wurde. Das Teilstück Mesnalia-Sjusjøen wurde ausgelassen.
Der internationale Fackellauf begann am 16. Januar 1994 in Olympia. Die Flamme wurde anschließend per Flugzeug nach Stuttgart überführt. Weitere Stationen waren Düsseldorf, Winterberg und Dortmund. Nach weiteren Etappen folgte am 29. Januar ein Transfer von Hamburg nach Kopenhagen mit der Eisenbahn. Über Helsinki und Stockholm erreichte die Flamme, nach einem wegen der Differenzen verlängerten Aufenthalt in Stockholm,  erst am 11. Februar in Oslo zum ersten Mal Norwegen. Noch am gleichen Tag wurde sie spätabends per Helikopter nach Sjusjøen geflogen, von wo sie am nächsten Tag zur Eröffnungsfeier in die Olympiastadt gebracht wurde. Somit gab es nur eine internationale Fackellauf-Etappe im Gastgeberland: Sjusjøen - Lillehammer.
Die verwendete Fackel wurde von Paul Kahr entworfen. Sie war mit 1,5 Metern Länge und einem Gewicht von 1,2 Kilogramm extrem dünn. Gefertigt wurde sie mit einem in Metall gefassten Schaft aus norwegischer Birke. In Anlehnung an das von Henrik Ibsen geschriebene Gedicht Peer Gynt trug sie den Namen Peer, um auch hier den Bezug zur Region Oppland und seiner Geschichte zu knüpfen.
Der nationale Fackellauf verlief über 12.000 Kilometer und 75 Tagen durch ganz Norwegen. Nach Entzündung der Flamme am 27. November 1991 in Morgedal wurden insgesamt 800 Orte in Norwegen am Fackellauf beteiligt.

## Zeremonien

### Eröffnungsfeier
Offiziell eröffnet wurden die Spiele durch den norwegischen König Harald V. im Beisein von Königin Sonja im Lysgårdsbakkene-Stadion. Letzter Fackelträger war der norwegische Kronprinz Haakon Magnus. Den olympischen Eid sprachen der nordische Skisportler Vegard Ulvang und der Eiskunstlauf-Kampfrichter Kari Karing aus Norwegen. Ehrengäste waren die Könige von Schweden, Carl XVI. Gustaf, und Spanien, Juan Carlos I., sowie der Vizepräsident der Vereinigten Staaten von Amerika, Dan Quayle. Die olympische Hymne wurde von Sissel Kyrkjebø gesungen.

### Schlussfeier
Das Lysgårdsbakkene-Stadion war auch Stätte dieser Feier, die ab 20 h des 27. Februar in Szene ging und bei der es eine Ansprache durch IOC-Präsident Samaranch gab. Die olympische Flagge wurde von Audun Tron, dem Bürgermeister von Lillehammer, an Tasuku Tsukada, den Bürgermeister von Nagano, übergeben.

## Medien
Der US-TV-Gigant CBS hatte nebst den Übertragungsrechten für die Superbowl als „Zugabe“ für ca. 3,75 Mia. CHFr jene für die gegenständlichen Olympischen Spiele erworben. Für die Herrenabfahrt wurden 40 Kameras eingesetzt, das Rennen wurde in den Vereinigten Staaten allerdings zeitversetzt gezeigt. Wie es hieß, würde dem Sender die Werbung in der Superbowl viermal so viel an Einnahmen einbringen.

## Teilnehmer
Nachdem in Albertville noch fünf Unionsrepubliken der ehemaligen Sowjetunion unter der Bezeichnung „Vereintes Team“ angetreten waren, war 1993 nach Aufnahme der einzelnen NOKs in das IOC der Weg frei für eine eigenständige Olympiamannschaft der jeweiligen Nationen. Russland konnte somit erstmals seit den Olympischen Sommerspielen 1912 in Stockholm wieder unter dieser Bezeichnung an Olympischen Spielen teilnehmen und war nach den Vereinigten Staaten mit 113 Sportlern die zweitgrößte Delegation.
Die politischen Umgestaltungen in Osteuropa führten darüber hinaus zu weiteren Veränderungen in der Zusammensetzung der einzelnen Nationen. Nach Spaltung der Tschechoslowakei am 1. Januar 1993 traten in Lillehammer Tschechien und die Slowakei als eigene Teams an den Spielen an. Eine Mannschaft aus Bosnien und Herzegowina als ehemalige Teilrepublik von Jugoslawien ging ebenfalls neben Moldawien in Lillehammer erstmals an den Start.
Nach Wiederzulassung des südafrikanischen NOKs konnte Südafrika in Lillehammer erstmals an Winterspielen teilnehmen. Auch für Israel bedeute die Teilnahme des Eiskunstläufers Michael Shmerkin die erstmalige Teilnahme.
| Europa (1280 Athleten aus 42 Nationen) | Europa (1280 Athleten aus 42 Nationen) | Europa (1280 Athleten aus 42 Nationen) |
| --- | --- | --- |
| - Andorra (6) - Armenien* (2) - Belarus* (33) - Belgien (5) - Bosnien und Herzegowina* (10) - Bulgarien (17) - Dänemark (4) - Deutschland (112) - Estland (26) - Finnland (61) - Frankreich (98) - Georgien* (5) - Griechenland (9) - Großbritannien (32) | - Island (5) - Israel* (1) - Italien (107) - Kroatien (3) - Lettland (27) - Liechtenstein (10) - Litauen (6) - Luxemburg (1) - Moldau* (2) - Monaco (5) - Niederlande (21) - Norwegen (88) - Österreich (80) - Polen (28) | - Portugal (1) - Rumänien (23) - Russland* (113) - San Marino (3) - Schweden (84) - Schweiz (59) - Slowakei* (42) - Slowenien (22) - Spanien (13) - Tschechien* (63) - Türkei (1) - Ungarn (16) - Ukraine* (37) - Zypern (1) |
| Amerika (277 Athleten aus 11 Nationen) | | |
| - Amerikanische Jungferninseln (8) - Argentinien (10) - Bermuda (1) - Brasilien (1) | - Chile (3) - Jamaika (4) - Kanada (95) - Mexiko (1) | - Puerto Rico (5) - Trinidad und Tobago* (2) - Vereinigte Staaten (147) |
| Asien (144 Athleten aus 8 Nationen) | | |
| - China, Volksrepublik (24) - Chinesisch Taipeh (2) - Japan (59) | - Kasachstan* (29) - Korea, Republik (21) - Kirgisistan* (1) | - Mongolei (1) - Usbekistan* (7) |
| Ozeanien (35 Athleten aus 4 Nationen) | | |
| - Amerikanisch-Samoa* (2) - Australien (25) | - Fidschi (1) | - Neuseeland (7) |
| Afrika (3 Athleten aus 2 Nationen) | | |
| - Senegal (1) | - Südafrika (2) | |
| (Anzahl der Athleten) * Erstmalige Teilnahme an Winterspielen | | |

## Wettkampfprogramm
Es wurden 61 Wettbewerbe (34 für Männer, 25 für Frauen und 2 Mixed-Wettbewerbe) in 6 Sportarten/12 Disziplinen ausgetragen. Das waren 4 Wettbewerbe mehr als in Albertville 1992 – die Anzahl der Sportarten/Disziplinen blieb gleich. Nachfolgend die Änderungen im Detail:
- Im Biathlon wurde die 3 × 7,5-km-Staffel der Frauen durch eine 4 × 7,5-km-Staffel ersetzt.
- Bein Shorttrack wurden die 500 m für Männer und die 1000 m für Frauen hinzugefügt.
- Im Freestyle-Skiing erweiterte das Springen sowohl für Männer als auch für Frauen das Programm.

### Olympische Sportarten/Disziplinen
- Biathlon Gesamt (6) = Männer (3)/Frauen (3)
- Bob Gesamt (2) = Männer (2)
- Eishockey Gesamt (1) = Männer (1)
- Eislauf
  -  Eiskunstlauf Gesamt (4) = Männer (1)/Frauen (1)/Mixed (2)
  -  Eisschnelllauf Gesamt (10) = Männer (5)/Frauen (5)
  -  Shorttrack Gesamt (6) = Männer (3)/Frauen (3)
- Rennrodeln Gesamt (3) = Männer (2)/Frauen (1)
- Skisport
  -  Freestyle-Skiing Gesamt (4) = Männer (2)/Frauen (2)
  -  Ski Alpin Gesamt (10) = Männer (5)/Frauen (5)
  - Ski Nordisch
    -  Nordische Kombination Gesamt (2) = Männer (2)
    -  Skilanglauf Gesamt (10) = Männer (5)/Frauen (5)
    -  Skispringen Gesamt (3) = Männer (3)

Anzahl der Wettkämpfe in Klammern

### Zeitplan
| Zeitplan        | Zeitplan         | Zeitplan              | Zeitplan | Zeitplan | Zeitplan | Zeitplan | Zeitplan | Zeitplan | Zeitplan | Zeitplan | Zeitplan | Zeitplan | Zeitplan | Zeitplan | Zeitplan | Zeitplan | Zeitplan | Zeitplan | Zeitplan           | Zeitplan  |
| Disziplin       | Disziplin        | Disziplin             | Sa. 12.  | So. 13.  | Mo. 14.  | Di. 15.  | Mi. 16.  | Do. 17.  | Fr. 18.  | Sa. 19.  | So. 20.  | Mo. 21.  | Di. 22.  | Mi. 23.  | Do. 24.  | Fr. 25.  | Sa. 26.  | So. 27.  | Ent- schei- dungen | Zuschauer |
| Disziplin       | Disziplin        | Disziplin             | Februar  | Februar  | Februar  | Februar  | Februar  | Februar  | Februar  | Februar  | Februar  | Februar  | Februar  | Februar  | Februar  | Februar  | Februar  | Februar  | Ent- schei- dungen | Zuschauer |
| --------------- | ---------------- | --------------------- | -------- | -------- | -------- | -------- | -------- | -------- | -------- | -------- | -------- | -------- | -------- | -------- | -------- | -------- | -------- | -------- | ------------------ | --------- |
| Eröffnungsfeier | Eröffnungsfeier  | Eröffnungsfeier       |          |          |          |          |          |          |          |          |          |          |          |          |          |          |          |          |                    | 26.568    |
| Biathlon        | Biathlon         | Biathlon              |          |          |          |          |          |          | 1        |          | 1        |          |          | 2        |          | 1        | 1        |          | 6                  | 54.297    |
| Bob             | Bob              | Bob                   |          |          |          |          |          |          |          |          | 1        |          |          |          |          |          |          | 1        | 2                  | 23.381    |
| Eishockey       | Eishockey        | Eishockey             |          |          |          |          |          |          |          |          |          |          |          |          |          |          |          | 1        | 1                  | 299.094   |
| Eislauf         | Eiskunstlauf     | Eiskunstlauf          |          |          |          | 1        |          |          |          | 1        |          | 1        |          |          |          | 1        |          |          | 4                  | 42.007    |
| Eislauf         | Eisschnelllauf   | Eisschnelllauf        |          | 1        | 1        |          | 1        | 1        | 1        | 1        | 1        | 1        |          | 1        |          | 1        |          |          | 10                 | 74.686    |
| Eislauf         | Shorttrack       | Shorttrack            |          |          |          |          |          |          |          |          |          |          | 2        |          | 1        |          | 3        |          | 6                  | 13.362    |
| Rennrodeln      | Rennrodeln       | Rennrodeln            |          |          | 1        |          | 1        |          | 1        |          |          |          |          |          |          |          |          |          | 3                  | 14.597    |
| Skisport        | Freestyle-Skiing | Freestyle-Skiing      |          |          |          |          | 2        |          |          |          |          |          |          |          | 2        |          |          |          | 4                  | 45.211    |
| Skisport        | Ski Alpin        | Ski Alpin             |          | 1        |          | 1        |          | 1        |          | 1        |          | 1        |          | 1        | 1        | 1        | 1        | 1        | 10                 | 216.348   |
| Skisport        | Ski Nordisch     | Nordische Kombination |          |          |          |          |          |          |          | 1        |          |          |          |          | 1        |          |          |          | 2                  | 386.625   |
| Skisport        | Ski Nordisch     | Skilanglauf           |          | 1        | 1        | 1        |          | 2        |          | 1        |          | 1        | 1        |          | 1        |          |          | 1        | 10                 | 386.625   |
| Skisport        | Ski Nordisch     | Skispringen           |          |          |          |          |          |          |          |          | 1        |          | 1        |          |          | 1        |          |          | 3                  | 386.625   |
| Schlussfeier    | Schlussfeier     | Schlussfeier          |          |          |          |          |          |          |          |          |          |          |          |          |          |          |          |          |                    | 15.397    |
| Entscheidungen  | Entscheidungen   | Entscheidungen        |          | 3        | 3        | 3        | 4        | 4        | 3        | 5        | 4        | 4        | 4        | 4        | 6        | 5        | 5        | 4        | 61                 | 1.211.572 |
|                 |                  |                       | Sa. 12.  | So. 13.  | Mo. 14.  | Di. 15.  | Mi. 16.  | Do. 17.  | Fr. 18.  | Sa. 19.  | So. 20.  | Mo. 21.  | Di. 22.  | Mi. 23.  | Do. 24.  | Fr. 25.  | Sa. 26.  | So. 27.  |                    |           |
| Februar         |                  |                       |          |          |          |          |          |          |          |          |          |          |          |          |          |          |          |          |                    |           |

Farblegende

## Herausragende Sportler und Leistungen
| Athlet           | Mannschaft         | Sport          | Gold | Silber | Bronze | Gesamt |
| Ljubow Jegorowa  | Russland           | Skilanglauf    | 3    | 1      | 0      | 4      |
| Johann Olav Koss | Norwegen           | Eisschnelllauf | 3    | 0      | 0      | 3      |
| Manuela Di Centa | Italien            | Skilanglauf    | 2    | 2      | 1      | 5      |
| Bjørn Dæhlie     | Norwegen           | Skilanglauf    | 2    | 2      | 0      | 4      |
| Markus Wasmeier  | Deutschland        | Ski Alpin      | 2    | 0      | 0      | 2      |
| Jens Weißflog    | Deutschland        | Skispringen    | 2    | 0      | 0      | 2      |
| Myriam Bédard    | Kanada             | Biathlon       | 2    | 0      | 0      | 2      |
| Bonnie Blair     | Vereinigte Staaten | Eisschnelllauf | 2    | 0      | 0      | 2      |
| Chun Lee-kyung   | Südkorea           | Shorttrack     | 2    | 0      | 0      | 2      |
| Wladimir Smirnow | Kasachstan         | Skilanglauf    | 1    | 2      | 0      | 3      |

- Johann Olav Koss aus Norwegen gewann drei Eisschnelllaufwettbewerbe mit drei Weltrekorden
- Erfolgreichste Sportlerinnen waren die Skilangläuferinnen Ljubow Jegorowa aus Russland und Manuela Di Centa aus Italien. Jegorowa gewann drei Goldmedaillen und eine Silbermedaille. Di Centa gewann zwei Goldmedaillen, zwei Silbermedaillen und eine Bronzemedaille.
- Die alpinen Ski-Stars waren die Schweizerin Vreni Schneider mit je einer Gold-, Silber- und Bronzemedaille sowie Markus Wasmeier mit zwei Goldmedaillen.
- Schweden konnte zum ersten Mal in der Geschichte die olympische Goldmedaille im Eishockey gewinnen.

|                             | Athlet                  | Mannschaft         | Sportart    | Alter             |
| --------------------------- | ----------------------- | ------------------ | ----------- | ----------------- |
| ältester Teilnehmer(in)     | Dino Crescentini        | San Marino         | Bobsport    | 46 Jahre 151 Tage |
| älteste Medaillengewinnerin | Marja-Liisa Kirvesniemi | Finnland           | Skilanglauf | 38 Jahre 167 Tage |
| jüngste Olympiasiegerin     | Kim Yoon-mi             | Südkorea           | Shorttrack  | 13 Jahre 083 Tage |
| jüngster Olympiasieger      | Maurizio Carnino        | Italien            | Shorttrack  | 18 Jahre 356 Tage |
| älteste Olympiasiegerin     | Cathie Turner           | Vereinigte Staaten | Shorttrack  | 31 Jahre 320 Tage |
| ältester Olympiasieger      | Maurilio De Zolt        | Italien            | Skilanglauf | 43 Jahre 150 Tage |

## Wettbewerbe

### Veränderungen des olympischen Programms
| Veränderungen im Bezug auf die Disziplin | Veränderungen im Bezug auf die Disziplin | Veränderungen im Bezug auf die Disziplin | Veränderungen im Bezug auf die Disziplin | Veränderungen im Bezug auf die Disziplin |
| Disziplin                                | Wettkampf                                | Geschlecht                               | Status                                   | Veränderung                              |
| ---------------------------------------- | ---------------------------------------- | ---------------------------------------- | ---------------------------------------- | ---------------------------------------- |
| Biathlon                                 | 4 × 7,5 km Staffel                       | Frauen                                   | hinzugefügt                              | 0                                        |
| Biathlon                                 | 3 × 7,5 km Staffel                       | Frauen                                   | entfällt                                 | 0                                        |
| Shorttrack                               | 500 m                                    | Männer                                   | hinzugefügt                              | +2                                       |
| Shorttrack                               | 1000 m                                   | Frauen                                   | hinzugefügt                              | +2                                       |
| Freestyle-Skiing                         | Springen                                 | Männer                                   | hinzugefügt                              | +2                                       |
| Freestyle-Skiing                         | Springen                                 | Frauen                                   | hinzugefügt                              | +2                                       |

### Eiskunstlauf
- Durch die Öffnung der Olympischen Spiele für Profisportler traten bei den Eiskunstlaufwettbewerben die Eislauflegenden und früheren Olympiasieger Katarina Witt und das britische Eistanzpaar Jayne Torvill und Christopher Dean wieder bei Olympischen Spielen an.
- Einen Monat vor Beginn der Spiele engagierte Jeff Gillooly, der Ex-Ehemann der Eiskunstläuferin Tonya Harding, einen Attentäter, um Hardings Konkurrentin Nancy Kerrigan mit einer Eisenstange das Knie zu zertrümmern. So konnte Kerrigan nicht an den kurz vor den Olympischen Spielen stattfindenden US-amerikanischen Meisterschaften teilnehmen, und Tonya Harding siegte. Die Ermittler waren schnell auf der richtigen Spur, doch da Ermittlungen während der Spiele noch andauerten, konnte Harding, gegen den Widerstand des US-amerikanischen NOK, ihre Teilnahme an den Olympischen Winterspielen gerichtlich durchsetzen. Die genesene Nancy Kerrigan gewann sensationell Silber. Tonya Harding hingegen belegte „nur“ den achten Platz. Rechtskräftig verurteilt wurde Harding nach den Spielen lediglich wegen der Behinderung der Ermittlungen. Die Strafe war drei Jahre Freiheitsentzug auf Bewährung, 500 Stunden gemeinnützige Arbeit und eine Geldstrafe von 160.000 $. Tonya Harding wurde außerdem für alle Eiskunstlaufmeisterschaften lebenslang gesperrt. Ihr Ex-Ehemann bekam eine zweijährige Haftstrafe, der Täter Shane Stant sowie dessen Komplizen Shawn Eckhardt und Derrick Smith wurden jeweils zu einer vierjährigen Haftstrafe verurteilt.

### Eisschnelllauf
- Die auf drei Strecken im Eisschnelllauf hoch favorisierte Gunda Niemann stürzte schwer beim 3000-Meter-Rennen, ihrer Paradestrecke, und gewann dennoch Bronze über 1500 und Silber über 5000 Meter.

### Rennrodeln
Georg Hackl aus Berchtesgaden sicherte sich nach der Silbermedaille 1988 und der Goldmedaille 1992 erneut den Olympiasieg im Einsitzer auf der von den Rennrodlern sehr gelobten Bahn in Hunderfossen. Der Wettbewerb verlief dabei überaus dramatisch. Sein schärfster Kontrahent war wie in Albertville der Österreicher Markus Prock. Er lag nach zwei Durchgängen lediglich eine Hundertstelsekunde hinter Georg Hackl und konnte sich mit einer überragenden Laufbestzeit im dritten Durchgang einen Vorsprung von 57 Hundertstelsekunden herausfahren. Als fast sicherer Sieger leistete er sich im letzten Durchgang einen schweren Fahrfehler und landete mit 13 Tausendstelsekunden hinter dem Olympiasieger auf Platz zwei. Der Südtiroler Armin Zöggeler sicherte sich mit dem dritten Platz seine erste olympische Medaille.
Gerda Weißensteiner aus Italien gewann bei ihrer dritten Olympiateilnahme im Damenwettbewerb mit Laufbestzeiten in allen vier Durchgängen überlegen vor Susi Erdmann aus Deutschland und der Österreicherin Andrea Tagwerker die Goldmedaille. Der Sieg von Kurt Brugger und Wilfried Huber bei den Doppelsitzern unterstrich die starke Mannschaftsleistung der italienischen Rennrodler, zumal auch der zweite Platz mit Hansjörg Raffl und Norbert Huber an Italien ging. Die amtierenden Olympiasieger Stefan Krauße und Jan Behrendt mussten sich in Lillehammer mit Bronze begnügen.

### Shorttrack
Die Wettbewerbe auf der Kurzbahn wurden wie schon in Albertville von den Sportlern aus Südkorea bzw. Nordamerika dominiert. In der Herrenentscheidung über 1000 Meter gelang dem Südkoreaner Kim Ki-hoon die erfolgreiche Titelverteidigung. Die Bronzemedaille sicherte sich mit dem Kanadier Marc Gagnon der Sieger des B-Finales sogar mit einer besseren Zeit als der spätere Olympiasieger. Im A-Lauf des Wettbewerbes siegte Kim Ki-hoon vor seinem Landsmann Chae Ji-hoon, während die anderen Läufer stürzten oder disqualifiziert wurden. Chae Ji-hoon konnte sich vier Tage später die Goldmedaille im erstmals ausgetragenen Wettbewerb über 500 Meter sichern. Mit dem Sieg in der 5000-Meter-Staffel vor den USA und Australien gelang in Hamar Italien eine echte Sensation. Die Goldmedaille ist bisher die einzige im Shorttrack für ein europäisches Land bei Winterspielen.
Bei den Damen war die Südkoreanerin Chun Lee-kyung die erfolgreichste Athletin im Shorttrack. Sie verbuchte mit ihren Siegen über die 1000 Meter sowie im 3000-Meter-Staffelwettbewerb insgesamt zwei Goldmedaillen. Siegerin über 500 Meter war, wie schon zwei Jahre zuvor, die US-Amerikanerin Cathie Turner. Bei der Siegerehrung sorgte die Silbermedaillengewinnerin Zhang Yanmei aus China für einen Eklat, als sie beim Abspielen der Hymne das Podest verließ und aus Verärgerung ihren Blumenstrauß weggeworfen hatte. Sie fühlte sich von Cathie Turner behindert und behauptete, dass die Amerikanerin sie bei einem Überholvorgang am Bein festgehalten hätte. Für das Verhalten entschuldigte sie sich später beim IOC und der Vorfall blieb ohne weitere Folgen.